# Шолом Броді
Шолом Броді — це сталевий бойовий шолом, що був розроблений і запатентований  латвійським винахідником Джоном Леопольдом Броді (латис. Leopolds Janno Braude) у Лондоні в 1915 році. Його модифікованою формою став сталевий шолом Mark I у Великобританії та шолом M1917 у США. У розмовній мові його називали шрапнельним шоломом, бойовим казанком, шоломом Томмі, олов’яним капелюхом, а в Сполучених Штатах – шоломом бабці. Він також був відомий за іронічними назвами капелюх для посуду, олов’яною сковородою, тазик для умивання і шолом Келлі. Німецька армія називала цей тип шоломів Salatschüssel (салатниця). Назву шолом Броді часто вживають неправильно. Його правильно застосовувати лише щодо оригінального сталевого шолома Броді 1915 року з забарвленням військового відомства.

## Передумови
На початку Першої світової війни жодна з воюючих сторін не забезпечила своїх солдатів сталевими шоломами. Захисна амуніція перебувала на початковій стадії існування. Солдати більшості країн йшли в бій у головних уборах з тканини, фетру або шкіри, які не захищали від сучасної зброї. Особливо, уламків снарядів та шматків шрапнелі.
Частковим винятком з цього правила був німецький шолом Пікельгаубе. Як і інші армійські убори 1914 року, він був виготовлений зі шкіри, але також мав деякі сталеві вставки, які забезпечували частковий захист голови. Сюди входив верхній шип, який спочатку використовувався для зупинки ударів ворожої ручної шаблі.
Величезна кількість смертельних поранень в голову, які сучасна артилерійська зброя завдавала французькій армії, змусила її запровадити перші сталеві шоломи влітку 1915 р. Перші французькі шоломи були чашоподібними сталевими "тюбетейками", що одягалися під матерчаті шапки. Незабаром ці примітивні шоломи були замінені шоломом Адріана зразка 1915 року, розробленим Августом-Луї Адріаном. Пізніше ця ідея була прийнята більшістю інших воюючих країн.

## Створення
Саме в цей час британське військове відомство звернуло увагу на необхідність сталевих шоломів. Департамент винаходів військового відомства отримав наказ дати оцінку шоломам французького зразка. За їх висновком шолом Адріана був недостатньо міцний та складний у виготовленні, щоб прийняти його за модель для британського шолому. Свою роль також зіграла неготовність британської промисловості до випуску військової продукції. У 1915 році це призвело до дефіциту снарядів. Пріоритет у випуску боєприпасів сповільнив розробку захисного спорядження для солдатів.
Джон Леопольд Броді (1873–1945), ім'я при народженні Леопольд Янно Брауде), був британським підприємцем та винахідником латвійського походження. Свої статки він заробив золотих та алмазних копальнях Південної Африки. На час початку Першої світової війни він працював у Лондоні. В серпні 1915 року він запатентував модель шолома, що мав переваги над французьким аналогом. Шолом Броді виготовлявся з однієї заготовки, яку можна було спресувати з суцільного товстого листа сталі. Це надавало йому більше міцності та спрощувало технологію виготовлення. Набутий Броді патент стосувався переважно конструкції підкладки. Пізніше інженер Альфред Бейтс з фірми Willis & Bates з Галіфакса, Йоркшир, що виготовляла парафінові лампи тиску Vapalux, стверджував, що військове відомство попросило його знайти метод виготовлення протиосколкового шолома. Тому саме він є розробником сталевої конструкції шолома. Крім окремих газетних статей, немає нічого, що підтверджує твердження Бейтса.
Шолом Броді нагадував різні зразки шоломів минулих епох. Зокрема середньовічний піхотний шолом-капелюх або капель-де-фер, чи шолом самурая-асігару —дзінґаса, на відміну від німецького Stahlhelm, який нагадував середньовічний салад. Шолом Броді мав неглибоке кругле верхів'я з широким краєм по краю, шкіряну підкладку та шкіряний підборідний ремінь. Форма шолома «миска для супу» була розроблена для захисту голови та плечей власника від осколків снарядів, що розривались над окопами. Конструкція дозволяла використовувати відносно товсту сталь, яку можна було сформувати одним пресуванням, зберігаючи товщину шолома. Це робило його більш стійким до уламків шрапнелі. Але захист для нижньої частини голови та шиї був недостатнім порівняно з іншими шоломами.
Оригінальна конструкція шолому (Тип А) виготовлялась з м’якої сталі та мала край завширшки 1,5–2 дюйми (38–51 мм). Тип А випускали всього кілька тижнів, перш ніж специфікації були змінені, і в жовтні 1915 року був представлений тип B. Специфікації були змінені за пропозицією сера Роберта Гадфілда на твердішу сталь із 12% вмістом марганцю. Ця марка сталі пізніше стала відома як «сталь Гадфілда», яка була практично непроникною для ураження уламками згори. Балістично це збільшило захист для користувача на 10 відсотків. Він також мав вужчий край і більш куполоподібне верхів'я.
Оригінальна схема фарбування, запропонована Броді, уявляла з себе плямистий світло-зелений, синій і помаранчевий камуфляж. Однак чимало шоломів були пофарбовані в зелений або синьо-сірий колір.
Вага шолому Mark I разом з підшоломником складала приблизно 2,4 фунта (1,1 кг).

## Використання

### Перша світова війна
Перша поставка шоломів Броді військам британської армії відбулася у вересні 1915 року з розрахунку 50 штук на батальйон. Шоломів не вистачало, щоб спорядити кожного вояка, тому вони були призначені для окопів. Їх мали зберігати на передовій і використовувати по черзі кожен підрозділ, що займав сектор. До початку 1916 року було виготовлено близько чверті мільйона шоломів. Першою акцією, в якій Броді носили всі військові, була битва при Сент-Елої в квітні 1916 року.
Попри визнання переваг шолому, була також критика з кількох сторін. Чимало старших офіцерів вважали форму шолому невдалою або побоювались, що його запровадження зменшить хоробрість солдатів. Генерал Герберт Пламер стверджував, що шолом був надто дрібним і давав занадто яскраві бліки, його край був надто гострим, а підшоломник занадто слизький. Було вирішено запровадити низку покращень. З травня 1916 року почали надходити поставки модифікованого шолома, який отримав позначення Mark I. Він мав окремий, складений обід, підшоломник з двох частин і матове фарбування кольору хакі з додаванням у фарбу піску, тирси або подрібненого корка, щоб надати тьмяний вигляд, без відбивання світла.
До літа 1916 року був виготовлений перший мільйон шоломів, які надійшли всім військам.

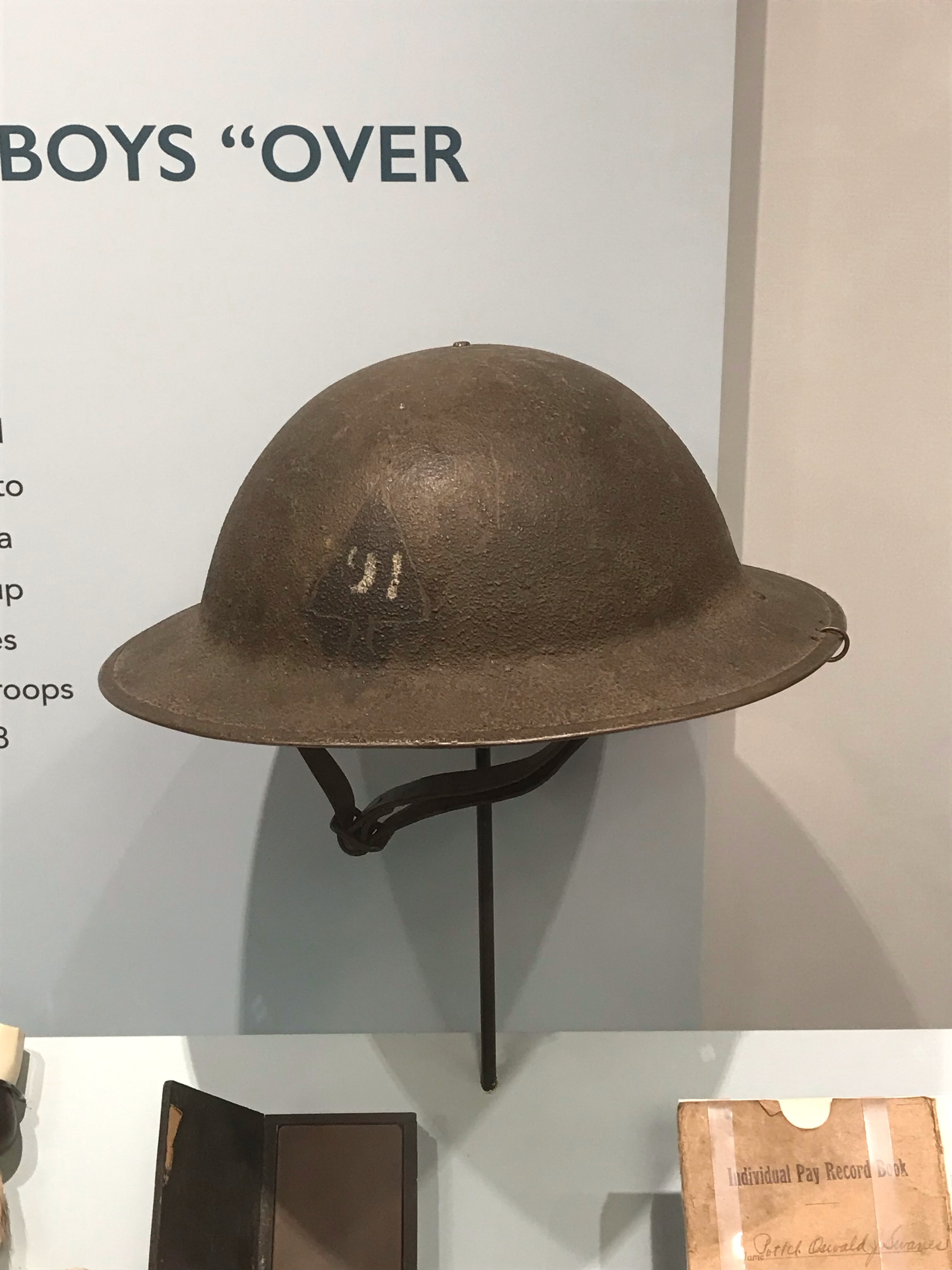
Шолом Броді М1917 американського солдата

Військові з інших країн також використовували шолом Броді. Зокрема, армія США, коли вони почала розгортатися у Франції наприкінці 1917 року. Уряд Сполучених Штатів спочатку придбав близько 400 000 шоломів у Великобританії. З січня 1918 року армія США почала використовувати шоломи, виготовлені в США, і ці шоломи отримали позначення M1917. Сталевий шолом був відомий у військах як олов’яний капелюх, або, для офіцерів, бойовий казанок (від bowler hat). Британські солдати незабаром ототожнювали себе зі своїми шоломами, подібно до французьких і німецьких солдатів.
До кінця війни було виготовлено близько 7,5 мільйонів шоломів Brodie, у тому числі 1,5 мільйона шоломів M1917, для використання американськими військами.